# André Labarrère
André Labarrère (* 12. Januar 1928 in Pau; † 16. Mai 2006 in Pau) war ein französischer Politiker der Parti socialiste.

## Leben
Labarrère studierte Geschichte und Literatur in Paris. Als Hochschullehrer unterrichtete er unter anderem von 1959 bis 1966  an der Universität Laval in Québec. Nach seiner Rückkehr aus Kanada wurde er Ende der 1960er politisch aktiv und wurde Mitglied der Parti socialiste. Labarrère wurde Abgeordneter des Départements Pyrénées-Atlantiques und zog 1967 in die Nationalversammlung ein. Von 1967 bis 1968 sowie von 1973 bis 1981 und von 1986 bis 2001 war er als Abgeordneter in der Nationalversammlung vertreten. Vom 23. September 2001 bis 16. Mai 2006 war Labarrère Mitglied im Senat von Frankreich. Zwischen 1971 und 2006 übte er zudem das Amt des Bürgermeisters von Pau aus. Er gilt als erster geoutet lebender homosexueller Politiker in Frankreich. Labarrère verstarb 2006 an Krebs.

## Werke (Auswahl)
- Pierre-Joseph-Olivier Chauveau, Collection « Les Classiques Canadiens », Fidès, Montréal, 1962
- Les Laïques et la presse pédagogique au Canada français au XIXe siècle, Presse de l'Université Laval, Québec, 1963
- Les Instituteurs laïques au Canada français, 1836-1900, Presse de l'Université Laval, Québec, 1965
- Les Secrets de l'écriture, Édition du Jour, Montréal, 1969
- Monseigneur Laflèche, Collection « Les Classiques Canadiens », Fidès, Montréal et Paris, 1970
- Pau, Pyrénées-Atlantiques (64), Éditions SAEP, Colmar, 1972
- Votre écriture, Messieurs!, Éditions Ramsay, 1987 (ISBN 2-85956-621-X)
- Une Visite avec Huysmans, Réunion des musées nationaux, 1989 (ISBN 2-7118-0563-8)
- Pau, ville-jardin, Éditions Arthaud, Marrimpouey, 1992 (ISBN 2-7003-0432-2)
- L'Écriture des stars, Éditions Ramsay, 1992
- Le Bal des célibataires, Éditions Ramsay, 1992 (ISBN 2-84041-009-5)
- Le Baron rouge, Éditions Ramsay, 1997 (ISBN 2-84114-269-8)